# Лопатинцы (Шаргородский район)
Лопатинцы (укр. Лопатинці) — село на Украине, находится в Шаргородском районе Винницкой области.
Код КОАТУУ — 0525387802. Население по переписи 2021 года составляет 100 человек. Почтовый индекс — 23534. Телефонный код — 4344.
Занимает площадь 11,465 км².

## Религия
В селе действует Свято-Покровский храм Шаргородского благочиния Могилёв-Подольской епархии Украинской православной церкви.

## Адрес местного совета
23534, Винницкая область, Шаргородский р-н, с. Стрельникы, ул. Ленина, 31